# Marienstraße 1 (Stralsund)

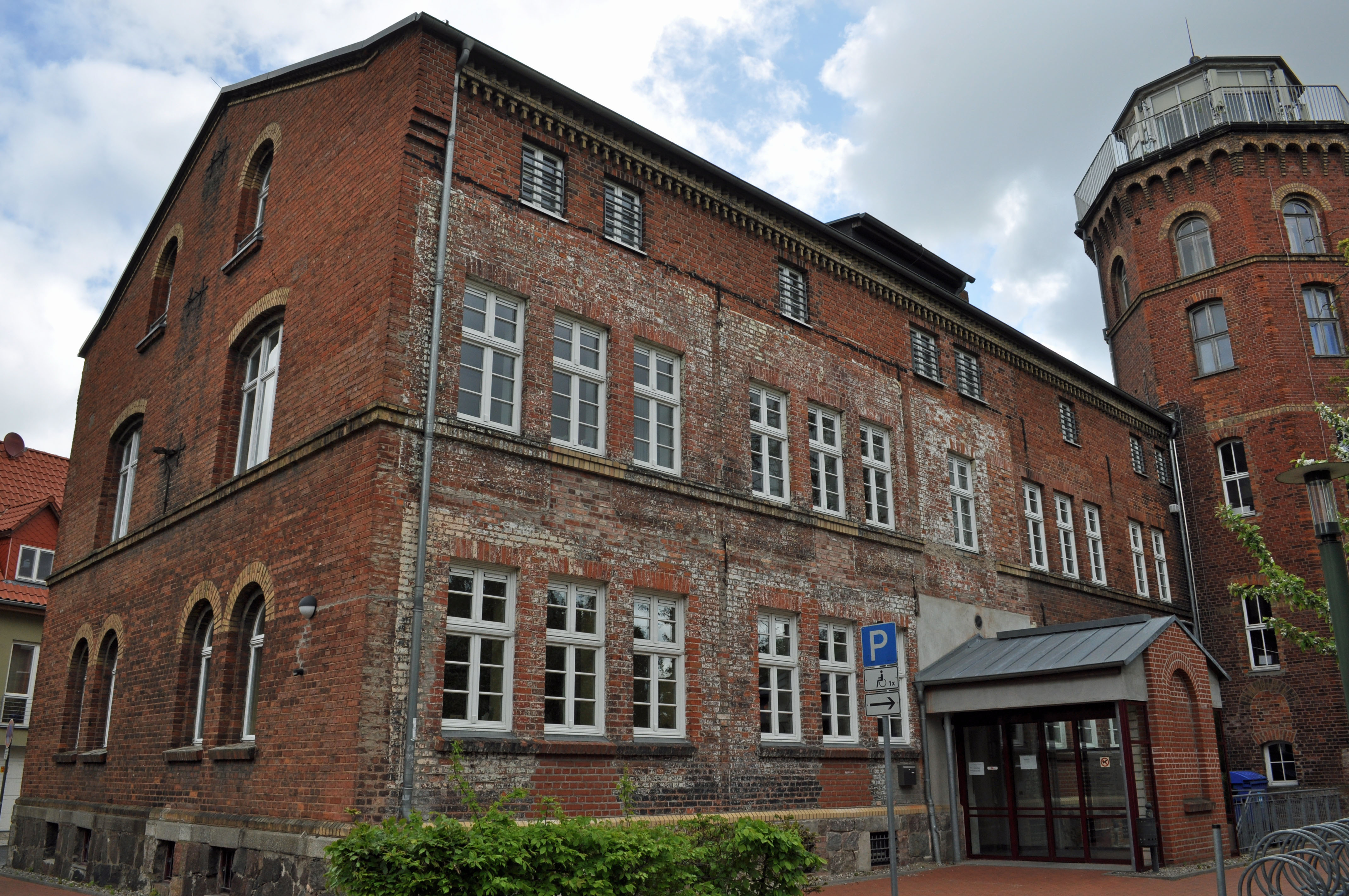
Das Haus Marienstraße 1 in Stralsund (2012)

Das Gebäude mit der postalischen Adresse Marienstraße 1 ist ein denkmalgeschütztes Bauwerk in der Marienstraße in Stralsund.
Der zweigeschossige Backsteinbau mit einem hohen Sockel aus Feldstein wurde im Jahr 1852 errichtet.
Die Fassade wird durch ein Stockwerkgesims und einen angedeuteten Konsolfries unter dem Dach gegliedert. rundbogige Fenster und kräftige Maueranker prägen die Stirnseite.
Auf dem Hof steht der oktogonale, fünfgeschossige Turm, dessen Traufe ein Rundbogenfries ziert. Gekrönt wird der Turm durch eine gläserne Laterne. Ursprünglich war der Turm mit Stein bekrönt.
Das Haus liegt im Kerngebiet des von der UNESCO als Weltkulturerbe anerkannten Stadtgebietes des Kulturgutes „Historische Altstädte Stralsund und Wismar“. In die Liste der Baudenkmale in Stralsund ist es mit der Nummer 503 eingetragen.
Das Gebäude und der benachbarte Turm dienten ursprünglich als Navigationsschule mit Observatorium.